# سيرجيو ألفاريز ماتا ماتا
سيرجيو ألفاريز ماتا ماتا (بالإسبانية: Sergio Álvarez Mata)‏ هو سياسي مكسيكي، ولد في 19 يوليو 1962 في كويرنافاكا في المكسيك. حزبياً، نشط في حزب العمل الوطني. وقد انتخب عضو مجلس الشيوخ من المكسيك وانتخب عضو مجلس النواب المكسيك.